# 외과의사 엘리제
외과의사 엘리제(外科医エリーゼ)는 유인이 집필한 대한민국의 웹 소설이다. 2015년 12월부터 2016년 4월까지 카카오 (기업)의 카카오페이지 서비스에서 연재되었다. 미니가 그린 웹툰을 각색하여 2017년 9월부터 2021년 2월까지 카카오페이지에서 연재했다. 마호필름이 제작한 일본의 애니메이션 TV 시리즈를 각색하여 2024년 1월에 첫 방송했다.

## 줄거리
엘리제는 인기가 없고, 버릇없으며, 성급한 황후였다. 사람들이 반란을 일으키고 그녀가 처형된 후, 그녀는 기억을 고스란히 간직한 채 현대 세계에 환생한다. 그녀는 자신의 죄를 속죄하기 위해 공부하고 전문의가 된다. 비행기 사고로 목숨을 잃은 그녀는 다시 인생의 시작을 알리는 엘리제로 깨어난다. 그녀는 다시는 실수를 반복하지 않기 위해 의료 개혁과 기타 개선을 통해 인기를 얻고 동료 및 국민과의 관계 개선을 목표로 한다.